# Judith et Holopherne (Vernet)
Pour les articles homonymes, voir Judith et Holopherne.
Judith et Holopherne est une huile sur toile réalisée par le peintre français Horace Vernet en 1829. La scène représentée reprend l'iconographie de la décapitation d'Holopherne par Judith, avant le passage à l'acte.
Présenté au Salon de 1831, le tableau y est acheté par la Direction des Musées Royaux : affecté plus tardivement au département des Peintures du musée du Louvre, il est conservé depuis 1912 au musée des Beaux-Arts de Pau.

## Historique de l'œuvre

### Réalisation
Judith et Holopherne est un tableau peint par Horace Vernet en 1829, alors directeur de l'Académie de France à Rome,. Il s'agit d'une huile sur toile mesurant 2,97 m par 1,98 m, au format portrait.

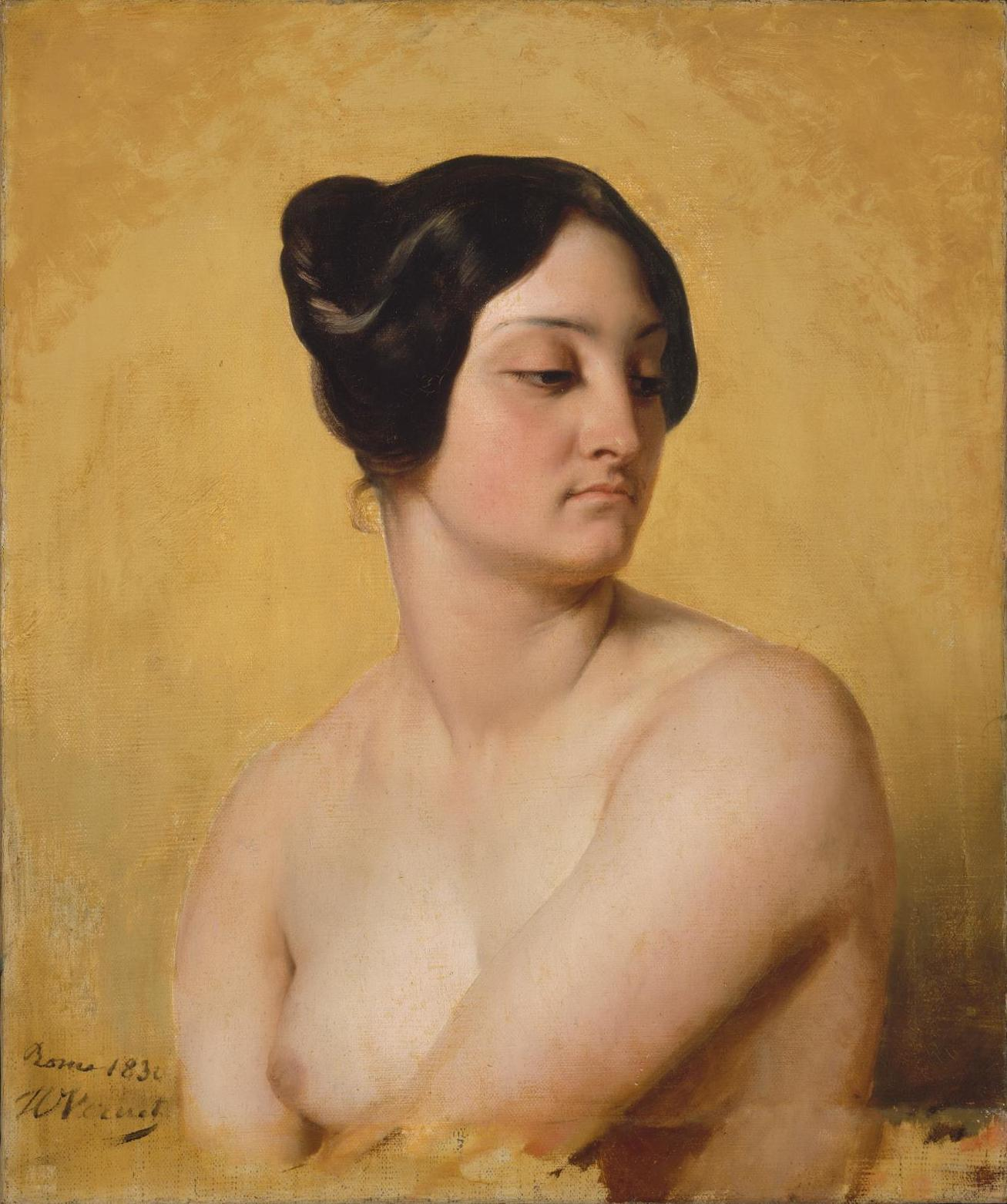
Étude d'Olympe Pélissier en Judith, 1830, conservée au musée des Beaux-Arts de Boston.

Deux modèles posent pour cette œuvre : Olympe Pélissier pour Judith et Federico Ricci pour Holopherne,. Horace Vernet réalise deux études : un portrait en buste d'Olympe Pélissier et une première représentation des deux personnages. Dans cette dernière, le peintre représente une Judith séductrice, en contact avec Holopherne, contrairement à celle du tableau final.

### Achat et conservation
Le tableau est présenté au Salon de 1831, à Paris, où il est acheté par la Direction des Musées du Roi.
Il est exposé au musée du Luxembourg à partir de 1831, puis déposé au château de Saint-Cloud en 1835. Plus tardivement[Quand ?], il est envoyé au musée du Louvre, avant d'être déposé au musée des Beaux-Arts de Pau à partir du 11 décembre 1912.

## Description
Horace Vernet traite une iconographie issue du livre de Judith, dans l'Ancien Testament : Judith, jeune femme de la ville de Béthulie, se rend au campement d'Holopherne, général de l'armée de Nabuchodonosor, qui assiège la cité. Elle gagne sa confiance et, après qu'il s'est endormi, le décapite avec un sabre. Dans cette représentation, Horace Vernet peint l'instant précédant l'action finale, lorsque Judith se prépare à frapper Holopherne.

## Analyse
Étienne-Jean Delécluze, qui voit le tableau lors du Salon de 1831, interprète la scène représentée comme la vengeance de Judith envers « la luxure et la cruauté » d'Holopherne.
La représentation d'Horace Vernet est moins violente que celles, plus anciennes, d'Artemisia Gentileschi ou du Caravage : la décapitation n'est pas représentée, seule la couleur rouge des différents tissus rappelle l'aspect sanglant de la scène.
Contrairement aux représentations plus anciennes, Holopherne est représenté, selon les propos d'Étienne-Jean Delécluze, en « homme sec et maigre » et non pas fort et imposant. De même, Judith possède des traits troublés et innocents, contrairement à celle sculptée par Victor Ségoffin en 1896.
Cette œuvre, qui possède des caractéristiques orientalistes, marque la fin de la période romantique de l'artiste, avant un passage au réalisme.

## Réception
L'œuvre, présentée au Salon de 1831, est commentée par plusieurs critiques : Étienne-Jean Delécluze, Charles Blanc et Heinrich Heine.

## Postérité

### Influence dans les arts
Dans la littérature, l'œuvre d'Horace Vernet influence deux auteurs : Gustave Flaubert dans le roman Salammbô (pour le chapitre « Sous la tente ») et Jules Barbey d'Aurevilly dans la nouvelle La Vengeance d'une Femme du recueil Les Diaboliques.
Au théâtre, Friedrich Hebbel est influencé par le tableau pour l'écriture de la tragédie Judith (de).

### Copies
Une copie de l'œuvre, réalisée par un peintre du nom de « Rouede » ou « Rouche », un éventuel élève d'Horace Vernet, est retrouvée dans les années 1990 parmi des poubelles par un Toulousain.